# جيولا كيس
جيولا كيس (بالمجرية: Kiss Gyula)‏ هو لاعب كرة قدم مجري، ولد في 4 مايو 1916 في بودابست في المجر، وتوفي بنفس المكان في 12 ديسمبر 1959. لعب مع نادي فيرينتسفاروشي.

## وصلات خارجية
- جيولا كيس على موقع ناشيونال فوتبول تيمز (الإنجليزية)
- جيولا كيس على موقع عالم كرة القدم.نت (الإنجليزية)
- جيولا كيس على موقع أوليمبيديا (الإنجليزية)